# Diocesi di Jujuy
La diocesi di Jujuy (in latino Dioecesis Iuiuyensis) è una sede della Chiesa cattolica in Argentina suffraganea dell'arcidiocesi di Salta. Nel 2023 contava 628.600 battezzati su 699.200 abitanti. È retta dal vescovo César Daniel Fernández.

## Territorio
La diocesi comprende dieci dipartimenti della provincia di Jujuy: Doctor Manuel Belgrano, El Carmen, Ledesma, Palpalá, San Antonio, San Pedro, Santa Bárbara, Tilcara, Tumbaya e Valle Grande.
Sede vescovile è la città di San Salvador de Jujuy, dove si trova la cattedrale del Salvatore. Nella stessa città sorge anche la basilica minore di San Francesco.
Il territorio si estende su 20.082 km² ed è suddiviso in 42 parrocchie.

## Storia
La diocesi è stata eretta il 20 aprile 1934 con la bolla Nobilis Argentinae nationis di papa Pio XI, ricavandone il territorio dalla diocesi di Salta, che è stata contestualmente elevata ad arcidiocesi metropolitana.
Il 1º luglio 1960, con la lettera apostolica Singulari studio, papa Giovanni XXIII ha proclamato la Beata Maria Vergine del Sacratissimo Rosario (Beata Maria Virgo a Sacratissimo Rosario de Fluvio Albo) patrona principale della diocesi.
L'8 settembre 1969 ha ceduto una porzione del suo territorio a vantaggio dell'erezione della prelatura territoriale di Humahuaca.

## Cronotassi dei vescovi
Si omettono i periodi di sede vacante non superiori ai 2 anni o non storicamente accertati.
- Enrique José Mühn, S.V.D. † (13 settembre 1934 - 2 agosto 1965 dimesso[2])
- José Miguel Medina † (8 settembre 1965 - 7 luglio 1983 dimesso)
- Arsenio Raúl Casado † (7 luglio 1983 - 15 giugno 1994 nominato arcivescovo di Tucumán)
- Marcelino Palentini, S.C.I. † (11 luglio 1995 - 18 settembre 2011 deceduto)
- César Daniel Fernández, dal 7 giugno 2012[3]

## Statistiche
La diocesi nel 2023 su una popolazione di 699.200 persone contava 628.600 battezzati, corrispondenti all'89,9% del totale.
| anno | popolazione | popolazione | popolazione | presbiteri | presbiteri | presbiteri | presbiteri                | diaconi | religiosi | religiosi | parrocchie |
| anno | battezzati  | totale      | %           | numero     | secolari   | regolari   | battezzati per presbitero | diaconi | uomini    | donne     | parrocchie |
| ---- | ----------- | ----------- | ----------- | ---------- | ---------- | ---------- | ------------------------- | ------- | --------- | --------- | ---------- |
| 1950 | 166.710     | 166.943     | 99,9        | 34         | 24         | 10         | 4.903                     |         | 11        | 45        | 17         |
| 1965 | 275.000     | 286.000     | 96,2        | 30         | 13         | 17         | 9.166                     |         | 17        | 63        | 18         |
| 1970 | 200.000     | 247.363     | 80,9        | 45         | 21         | 24         | 4.444                     |         | 28        | 77        | 20         |
| 1976 | 270.000     | 275.000     | 98,2        | 43         | 21         | 22         | 6.279                     |         | 30        | 76        | 25         |
| 1980 | 327.000     | 331.000     | 98,8        | 40         | 22         | 18         | 8.175                     |         | 31        | 73        | 27         |
| 1990 | 405.000     | 410.000     | 98,8        | 48         | 28         | 20         | 8.437                     | 7       | 33        | 120       | 33         |
| 1998 | 508.000     | 535.000     | 95,0        | 55         | 40         | 15         | 9.236                     | 8       | 30        | 97        | 36         |
| 1999 | 508.000     | 535.000     | 95,0        | 54         | 39         | 15         | 9.407                     | 8       | 30        | 97        | 36         |
| 2001 | 504.000     | 560.000     | 90,0        | 56         | 46         | 10         | 9.000                     |         | 29        | 128       | 36         |
| 2002 | 504.000     | 560.000     | 90,0        | 61         | 41         | 20         | 8.262                     | 10      | 40        | 107       | 35         |
| 2003 | 504.000     | 560.000     | 90,0        | 65         | 47         | 18         | 7.753                     | 10      | 35        | 120       | 35         |
| 2004 | 504.000     | 560.000     | 90,0        | 62         | 40         | 22         | 8.129                     | 9       | 40        | 116       | 35         |
| 2006 | 508.000     | 565.000     | 89,9        | 70         | 41         | 29         | 7.257                     | 7       | 42        | 107       | 36         |
| 2011 | 524.000     | 580.000     | 90,3        | 68         | 41         | 27         | 7.705                     | 7       | 43        | 109       | 36         |
| 2013 | 534.000     | 590.000     | 90,5        | 71         | 41         | 30         | 7.521                     | 7       | 46        | 112       | 36         |
| 2016 | 546.900     | 607.500     | 90,0        | 71         | 45         | 26         | 7.702                     | 6       | 46        | 102       | 34         |
| 2019 | 605.700     | 673.307     | 90,0        | 70         | 42         | 28         | 8.652                     | 6       | 45        | 77        | 40         |
| 2021 | 617.200     | 686.630     | 89,9        | 74         | 47         | 27         | 8.340                     | 6       | 43        | 69        | 42         |
| 2023 | 628.600     | 699.200     | 89,9        | 70         | 48         | 22         | 8.980                     | 3       | 31        | 60        | 42         |